# Ischnocampa
Ischnocampa is een geslacht van vlinders van de familie spinneruilen (Erebidae), uit de onderfamilie Arctiinae.

## Soorten
- I. achrosis Dognin, 1912
- I. affinis Rothschild, 1935
- I. albiceps Dognin, 1911
- I. angulosa Gaede, 1928
- I. birchelli Druce, 1901
- I. brunneitincta Rothschild, 1909
- I. celer Schaus, 1892
- I. discopuncta Hampson, 1901
- I. ferrea Dognin, 1914
- I. floccosa Rothschild, 1909
- I. griseola Rothschild, 1909
- I. hemihyala Hampson, 1909
- I. huigra Schaus, 1933
- I. ignava Dognin, 1912
- I. insitivum Draudt, 1917
- I. lithosioides Rothschild, 1912
- I. lugubris Schaus, 1892
- I. mamona Dognin, 1892
- I. mundator Druce, 1884

- I. nubilosa Dognin, 1892
- I. obscurata Hampson, 1901
- I. perirrorata Hampson, 1901
- I. pseudomathani Gaede, 1928
- I. remissa Dognin, 1902
- I. rubrosignata Reich., 1936
- I. sordida Felder, 1874
- I. sordidior Rothschild, 1909
- I. styx Jones, 1914
- I. tolimensis Rothschild, 1916
- I. tristis Schaus, 1889